# (2606) Odessa
(2606) Odessa es un asteroide perteneciente al cinturón de asteroides descubierto por Nikolái Stepánovich Chernyj desde el Observatorio Astrofísico de Crimea, en Naúchni, el 1 de abril de 1976.

## Designación y nombre
Odessa se designó inicialmente como 1976 GX2.
Más tarde fue nombrado por la ciudad ucraniana de Odesa.

## Características orbitales
Odessa orbita a una distancia media del Sol de 2,76 ua, pudiendo alejarse hasta 3,489 ua y acercarse hasta 2,031 ua. Tiene una inclinación orbital de 12,45 grados y una excentricidad de 0,264. Emplea 1675 días en completar una órbita alrededor del Sol.

## Características físicas
La magnitud absoluta de Odessa es 11,6 y el periodo de rotación de 8,243 horas. Está asignado al tipo espectral Xk de la clasificación SMASSII.